# Villexanton
Villexanton – miejscowość i gmina we Francji, w Regionie Centralnym, w departamencie Loir-et-Cher.
Według danych na rok 1990 gminę zamieszkiwały 162 osoby, a gęstość zaludnienia wynosiła 14 osób/km² (wśród 1842 gmin Regionu Centralnego Villexanton plasuje się na 975. miejscu pod względem liczby ludności, natomiast pod względem powierzchni na miejscu 1063.).